# Optronika
Optronika je aplikovaný vědní obor zabývající se studiem optických a optoelektronických systémů se zaměřením se na vojenské a bezpečnostní aplikace. Technicky se jedná o využití zdrojů a detektorů elektromagnetického pole (převážně oblast UV, VIS a IČ) v komplexním slova smyslu - studovány jsou mimo optické a optoelektronické parametry i hmotnost, energetická náročnost, elektromagnetická kompatibilita, demaskující efekt, startovací čas, náročnost na obsluhu, náročnost pro zachování životního cyklu, provádění diagnostiky, ... Optronika nestuduje ty detektory a zdroje, které nelze pro aplikaci použít - např. ty které neumožňují funkčnost při hraničních klimatických podmínkách, což je pro vojenské aplikace nutností. Výsledky optroniky jsou zpravidla přejaty do civilní oblasti (např. UAV, termovize), ale některé zůstanou navždy rezervovány pro vojenské účely (noktovizory). Systémově studuje optronika oblast přístrojů architektury C4ISTAR.

## Historie optroniky
Historie tohoto mladého vědního oboru je směřována do 70. let 20. století . 

## Světová optronika
Rozvoj optroniky je podporován převážně v zemích NATO s poukazem na skutečnost klesajícího počtu vojáků. Optronické systémy slouží jako multiplikátory jejich schopností (architektura C4ISTAR), podobně jako zbroj středověkého rytíře. Na druhou stranu rostou požadavky na erudici obsluhy těchto systému. Motorem je vojenský průmysl:
- Francie

SAGEM Archivováno 28. 5. 2011 na Wayback Machine., THALES, CILAS